# Duncan Shaw
Pour les articles homonymes, voir George Shaw et Shaw.
Pas d'image ? Cliquez ici

a Compétitions nationales et continentales officielles uniquement.

b Matchs officiels uniquement.
George Duncan Shaw, né le 29 mai 1915 à Galashiels et mort le 14 novembre 1999 dans la même ville, est un joueur de rugby à XV qui a évolué au poste de troisième ligne aile pour l'équipe d'Écosse de 1935 à 1939.

## Biographie
Duncan Shaw a eu sa première cape internationale à l'âge de 20 ans le 23 novembre 1935, à l'occasion d'un match contre l'équipe de Nouvelle-Zélande. Il inscrit deux transformations et une pénalité lors du tournoi 1937. Duncan Shaw connaît sa dernière cape internationale à l'âge de 24 ans le 25 février 1939, à l'occasion d'un match contre l'équipe d'Irlande.

## Statistiques en équipe nationale
- 6 sélections avec l'équipe d'Écosse
- 7 points (2 transformations et 1 pénalité)
- Sélections par année : 1 en 1935, 1 en 1936, 3 en 1937, 1 en 1939.
- Tournois britanniques de rugby à XV disputés : 1936, 1937, 1939.